# سست‌تپه
سست تپه مربوط به دوران پیش از تاریخ ایران باستان است و در شهرستان علی‌آباد، بخش مرکزی، روستای قوش کرپی واقع شده و این اثر در تاریخ ۱۱ مهر ۱۳۸۳ با شمارهٔ ثبت ۱۱۱۸۶ به‌عنوان یکی از آثار ملی ایران به ثبت رسیده است.